# William Quarrier Kennedy
William Quarrier Kennedy (1903–1979) est un géologue écossais. Il est spécialisé dans la géologie de l’Écosse et de l'Afrique. En tant qu'auteur, il est généralement appelé WQ Kennedy.

## Jeunesse et éducation
Kennedy est né le 30 novembre 1903 à la William Quarrier School for Orphans à Bridge of Weir, Renfrewshire, où son père, John Gordon Kennedy, est directeur. Il porte le nom du fondateur de l'école. Il est scolarisé à l'école de son père aux côtés des orphelins puis à Glasgow High School. Il étudie l'agriculture à l'Université de Glasgow, obtenant un BSc en 1926, puis obtient un autre diplôme en géologie, avec un BSc en 1927 sous la direction de John Walter Gregory. Il poursuit ensuite des études supérieures en géologie auprès de Paul Niggli à Zurich.

## Carrière académique
À partir de 1928, Kennedy travaille au Geological Survey of Great Britain sous la direction de John Horne et Ben Peach. En 1945, il quitte l'équipe du Service géologique pour être professeur de géologie à l'Université de Leeds. À partir de 1955, il est également directeur de l'Institut de géologie africaine .
En 1946, il est le premier à déduire le déplacement horizontal majeur de la Great Glen Fault. En 1949, la Société géologique de Londres lui décerne la médaille Bigsby et en 1967, il remporte la médaille Lyell .
En 1948, il est élu Fellow de la Royal Society of Edinburgh avec comme proposants Murray Macgregor, Herbert Harold Read, David Haldane et Archibald MacGregor. Il est élu membre de la Royal Society en 1949 . En Écosse, il vit à Losebery sur Kirkpark Road à Elie in Fife .
Il prend sa retraite en 1967 et est décédé au 2 Stone Rings Lane à Harrogate le 13 mars 1979.

## Famille
En 1933, il épouse Elizabeth Jane Lawson McCubbin. Ils divorcent en 1962 et il épouse ensuite Sylvia Margaret Greeves, fille de John Greeves. Il a deux enfants de son deuxième mariage : Susan Joy Kennedy (née en 1963) et Robert William Kennedy (né en 1969) .

## Ouvrages
- La détermination des feldspaths en lame mince (1933)
- Magmatisme et tectonique africains (1970)